# 太平县 (安徽省)
太平县，唐朝时设置的县。在今安徽省黄山市黄山区，至1983年废。
天宝十一年（752年），析当涂县、泾县置，属宣城郡。乾元元年（758年），宣城郡改宣州，仍隶之。大历中省太平县，永泰中复置。南宋乾道二年（1166年），宣州升为宁国府，仍隶之。清朝时，太平县评价：疲，难，有太平驿。民国初年，全国另有四县名太平县，后皆改名，仅余安徽省太平县。
1949年初，中共政权在今黄山区境内已建立樵山、浮溪、龙门、黄山4个区人民政府，万村等十个乡人民政府。4月20日，中国人民解放军发起渡江战役，第二日即突破中华民国国军的长江防线。4月22日，国民政府太平县属下的军政人员弃城出逃，浮溪区区长汪应长率武工队进入太平县城。4月24日，中国人民解放军第二野战军第12军先头部队抵达县城，在城南汽车站与泾、旌、太武工队会师。此后，太平县属池州专区。
1952年，太平县划归徽州专区。1956年，因撤销徽州专区，转属芜湖专区。1957年，石台县并入太平县和祁门县。1961年，太平县划入重设的徽州专区。1965年7月19日，复设石台县。1971年，徽州专区改为徽州地区，仍隶之。1974年，归入池州地区。1980年，太平县归宣城地区。1983年，撤销太平县，设立黄山市（县级市）。